# Urżin Garmajew
Urżin Garmajewicz Garmajew, ros. Уржин Гармаевич Гармаев (ur. w 1888 lub 1889 w Togoto w rejonie Czyty, zm. 13 marca 1947 w ZSRR) – oficer sztabu wojsk gen. Grigorija M. Siemionowa podczas rosyjskiej wojny domowej w latach 1918–1921, emigrant wojskowy w Mandżurii, wojskowy Cesarskiej Armii Mandżukuo (generał), dowódca Chingańskiego Północnego Oddziału Ochronnego w służbie Mandżukuo, dowódca X Okręgu Wojskowego, a następnie komendant szkoły wojskowej.

## Życiorys
Był Buriatem. W 1912 ukończył szkołę miejską w Czycie, po czym pracował jako nauczyciel języka rosyjskiego i buriackiego oraz mongolskiej literatury. Nauczał w różnych szkołach wiejskich w okręgu czytyjskim. W 1917 wstąpił do Partii Socjalistów-Rewolucjonistów. Podczas rosyjskiej wojny domowej służył w sztabie atamana gen. Grigorija M. Siemionowa, którego wojska walczyły z bolszewikami na Dalekim Wschodzie. Zajmował się formowaniem oddziałów wojskowych spośród ludności buriacko-mongolskiej. W kwietniu 1919 ukończył szkołę oficerską przy sztabie wojsk gen. G.M. Siemionowa, po czym został młodszym oficerem intendentury w 1 Konnym Pułku Buriacko-Mongolskim. Następnie pełnił funkcję oficera do specjalnych poruczeń w Oddziale Wojskowym Buriacko-Mongolskiej Dumy. W grudniu 1919 został przeniesiony do sztabu Samodzielnego Dywizjonu Kawalerii im. gen. Krymowa, rozbitego przez wojska bolszewickie.
Urżin Gamajew zbiegł do Mongolii Wewnętrznej, po czym przedostał się na rosyjską stronę granicy do swoich rodzinnych stron. W czerwcu 1920 wraz z rodziną zbiegł do Mandżurii, gdzie zajął się hodowlą krów. W 1928 na polecenie chińskich władz sformował oddział zbrojny, złożony z buriackich imigrantów, który współdziałał z wojskami rządowymi w zwalczaniu powstania ludności Mongolii Wewnętrznej. Od 1932 stał na czele całej buriackiej emigracji w Chinach. Podczas wojny japońsko-chińskiej ukrył u siebie 7 Japończyków, czym zdobył zaufanie władz japońskich. Po utworzeniu przez Japończyków marionetkowego państwa Mandżukuo na początku 1933, Gamajew został w stopniu pułkownika dowódcą oddziałów ochronnych, złożonych z buriackich i mongolskich imigrantów. W ich skład wchodziły dwa pułki kawalerii i pułk ochrony kolejowej. Uczestniczyły one w walkach z chińskimi partyzantami. W kwietniu 1934 został awansowany do stopnia generała-majora, zaś w 1938 generała-lejtnanta. W czerwcu 1939 oddziały, dowodzone przez niego, połączono w Chingański Północny Oddział Ochronny. Wziął on udział w walkach nad Chałchin-Goł, podczas których 1. Pułk Kawalerii został prawie całkowicie rozbity.
Od jesieni 1940 pełnił funkcję dowódcy X Okręgu Wojskowego Mandżukuo z siedzibą w Hailarze. W grudniu 1944 został komendantem szkoły wojskowej w marionetkowym państwie Mengjiang, w której kształcili się mongolscy oficerowie. Wobec ofensywy Armii Czerwonej na Armię Kwantuńską w Chinach, gen. U.G. Gamajew sformował spośród kursantów szkoły zbiorczy pułk, który został podporządkowany japońskiej 2. Dywizji Kawalerii. 12 sierpnia bronił on miasta Solun przed atakami radzieckiego 5. Gwardyjskiego Korpusu z 39. Armii. Po zdobyciu miasta większość pułk oddała się do niewoli. Natomiast gen. U.G. Gamajew przedostał się z częścią podkomendnych na tyły wojsk sowieckich, skąd atakował je. Dopiero 31 sierpnia w Changchun dobrowolnie oddał się w ręce Sowietów. W październiku przewieziono go do Moskwy, gdzie w marcu 1947 został skazany na karę śmierci przez rozstrzelanie, wykonaną 13 marca tego roku. W 1992 w Rosji został pośmiertnie zrehabilitowany.